# Argulus americanus
Argulus americanus är en kräftdjursart som beskrevs av C. B. Wilson 1902. Argulus americanus ingår i släktet Argulus och familjen karplöss. Inga underarter finns listade i Catalogue of Life.